# فيوليتا (رواية)
فيوليتا هي رواية صدرت عام 2022 للمؤلفة الأمريكية التشيلية إيزابيل الليندي. وهي سرد خيالي للسيرة الذاتية لحياة فيوليتا ديل فالي وكيف شهدت الاضطرابات المختلفة في القرن العشرين. تتذكر فيوليتا في الكتاب كل ما رأته وعاشته في دولة في أمريكا الجنوبية لم تذكر اسمها على مدى 100 عام.